# Општина Мали Бечкерек (Тимиш)
Мали Бечкерек (рум. Becicherecu Mic) општина је у Румунији у округу Тимиш.
Oпштина се налази на надморској висини од 85 m.